# Паркаев, Юрий Александрович
Юрий Александрович Паркаев (12 февраля 1941, Горький — 1 января 2013, Москва) — советский и российский поэт, прозаик, переводчик, литературовед, историк, есениновед, президент Есенинского Культурного центра, капитан первого ранга в запасе. Является потомком героя войны 1812 года графа Ляпунова.

## Биография
Юрий Александрович Паркаев родился 12 февраля 1941 года в городе Горьком (сейчас — Нижний Новгород). Его мама — Антонина Ивановна Паркаева, окончила Нижегородский медицинский институт, педиатр. Его отец — Александр Михайлович Паркаев, окончил инженерно-строительный институт в Нижнем Новгороде, инженер-строитель. Прошёл Великую Отечественную войну, после которой был отправлен вместе с семьей в Австрию по дипломатической работе.
Юность Юрия Паркаева прошла в Ленинграде, где он стал членом литобъединения середины 20-го века, в который входили такие известные люди, как Глеб Горбовский, Иосиф Бродский, Александр Кушнер, Виктор Соснора, Николай Рубцов.
Далее служил на Северном флоте, где получил воинское звание — капитан первого ранга в запасе. После флота переехал в Москву, где окончил МГУ, факультет журналистики. Работал в газете «Комсомольская правда», «Социалистическая индустрия», в журнале «Молодая гвардия».
Юрий Александрович является автором поэтических сборников «Испытание» (1967 г.), «Дозор», «Гора Городина» (1989 г.), «В чистом поле России» (2003 г.), «Ветер перемен» (2006 г.), книги детских стихов «Чудеса не любят повторяться» (2006 г.), а также исторического романа «Никакая Родина другая». На его стихи было написано много песен, которые исполнялись такими знаменитостями советской и российской эстрады, как Эдуард Хиль, Эдита Пьеха, Иосиф Кобзон, Вахтанг Кикабидзе, Валерий Леонтьев, Михаил Шуфутинский, О. Романов, Я. Евдокимов. Песня «Нижегородская лирическая» на музыку Александра Морозова стала неофициальным гимном Нижнего Новгорода.
Так же, Юрий Паркаев известен как исследователь жизни и творчества Сергея Есенина. Этой теме он посвятил многочисленные публикации. Являлся членом Всероссийского Есенинского комитета, членов Союза Писателей, президентом Есенинского культурного центра в Москве, членом научной группы по подготовке и изданию академического собрания сочинений Есенина при институте Мировой литературы. Является лауреатом международной премии Андрея Платонова, награждён дипломом лауреата премии Алексея Фатьянова; правительственным дипломом и медалью «За большой вклад в увековечивание памяти Сергея Есенина».
Умер 1 января 2013 года в Москве.